# Astragalus edulis

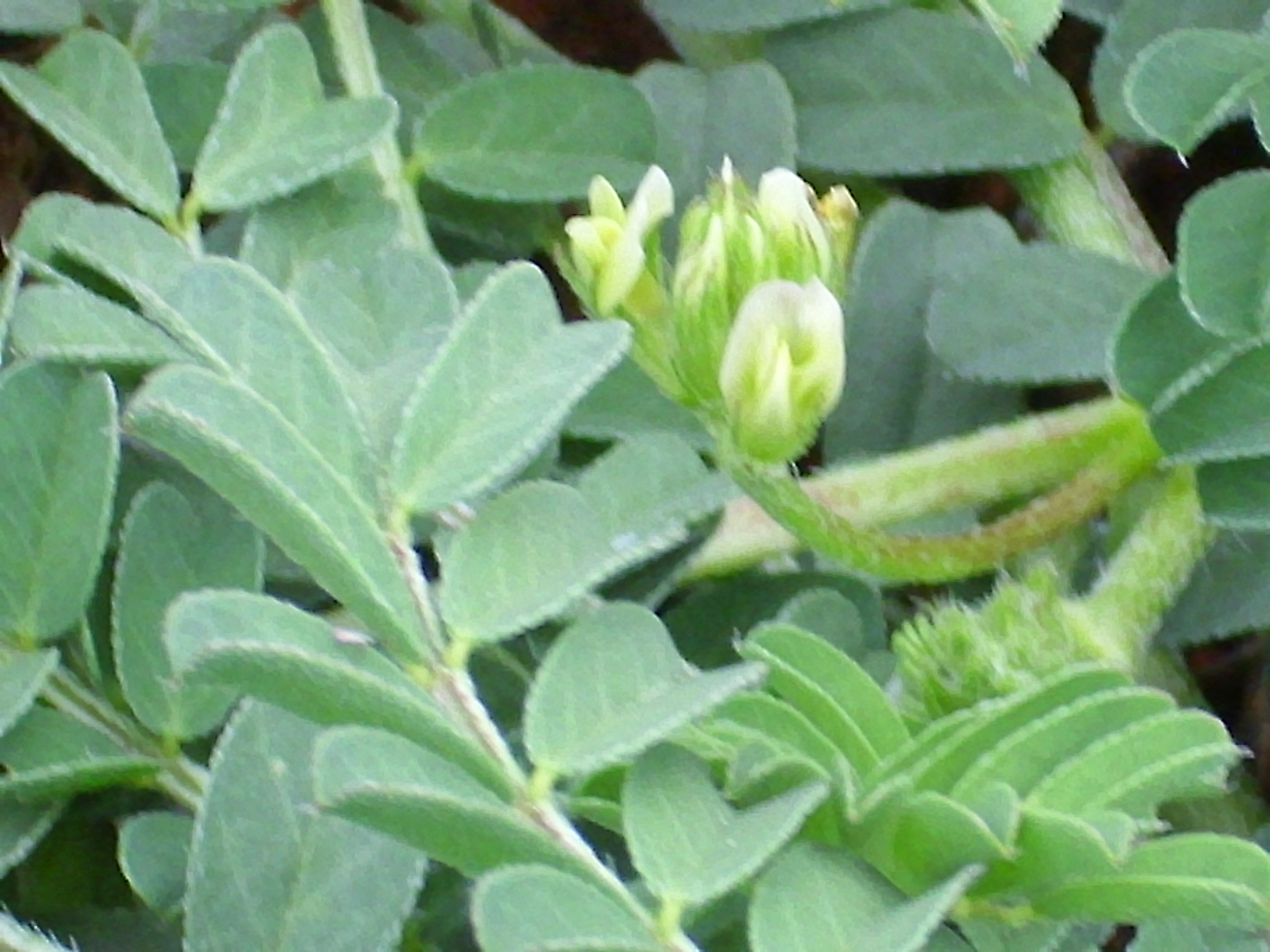
Detalle de la planta.

Astragalus edulis es una  especie de planta herbácea perteneciente a la familia de las leguminosas. Se encuentra en el sur de Europa y Norte de África.

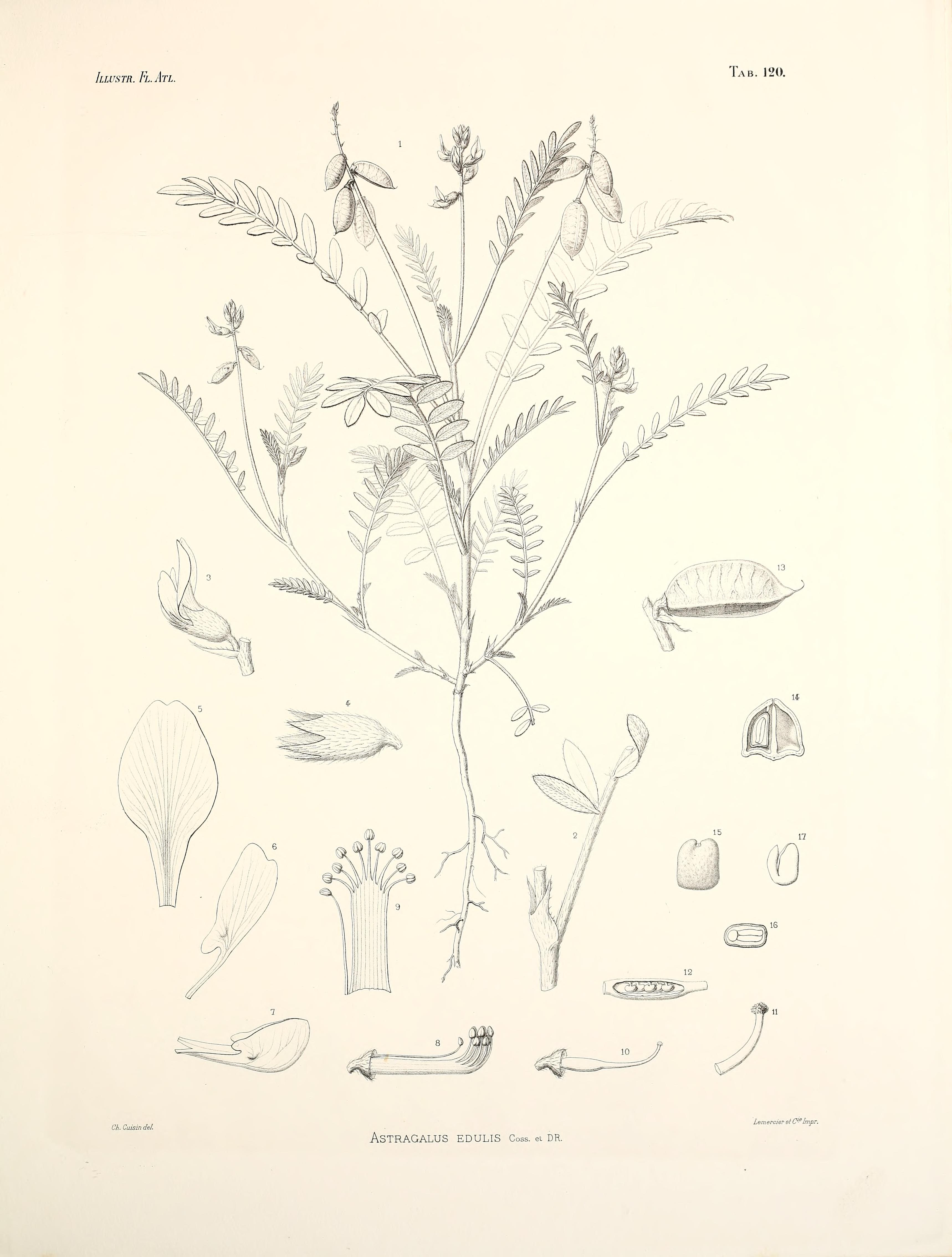
Tab. 120 Illustrationes florae Atlanticae.

## Distribución y hábitat
Es una planta herbácea anual que tiene una distribución por la región del Mediterráneo y se encuentra en los pastizales secos más o menos degradados. Se encuentra en el Norte de África (Argelia y Marruecos), en la península ibérica e Islas Canarias.

## Taxonomía
Astragalus edulis fue descrita por  Alexander von Bunge y publicado en Mém. Acad. Imp. Sci. Saint Pétersbourg, Sér. 7 11(16): 9. 1868.
Etimología
Astragalus: nombre genérico derivado del griego clásico άστράγαλος y luego del Latín astrăgălus aplicado ya en la antigüedad, entre otras cosas, a algunas plantas de la familia Fabaceae, debido a la forma cúbica de sus semillas parecidas a un hueso del pie.
edulis: epíteto latíno que significa  "comestible".
Sinonimia
- Tragacantha edulis (Bunge) Kuntze[5]